# Georges de Bourguignon
Georges Camille Marcel de Bourguignon (Sint-Lambrechts-Woluwe, 25 febbraio 1910 – Kraainem, 31 dicembre 1989) è stato uno schermidore belga, vincitore di una medaglia di bronzo nella scherma ai giochi olimpici.